# TOI-4603 b
TOI-4603 b è un esopianeta gigante gassoso che orbita intorno a una stella subgigante di classe F (TOI-4603) scoperto con il metodo del transito dal telescopio TESS  della NASA. Si trova nella costellazione del Toro e dista 736 anni luce da noi. 
La sua massa è di 12,89 volte quella di Giove, ma il suo raggio è pressoché identico a quello di Giove (1,042 raggi gioviani). Ciò significa che la sua densità è di circa 14,1 g/cm3, una densità quasi doppia di quella del ferro (7,86 g/cm^3), superiore anche a quella del piombo (11,34 g/cm3). 
Impiega 7,2 giorni per completare un'orbita attorno alla sua stella da cui dista 0,0888 UA. Il pianeta ha una temperatura di 1.677 °K. Le sue caratteristiche fanno ipotizzare che si tratti di uno dei pochi esopianeti conosciuti che si trovano al limite tra corpi celesti di natura planetaria e le nane brune.